# Monan Patera
La Monan Patera è una struttura geologica della superficie di Io.